# كنافة مبرومة
الكنافة المبرومة نوع من الكنافة سهلة التحضير، ومناسبة جداً لتقديمها في المناسبات السعيدة والتجمّعات الكبيرة، إذ لا تحتاج لمجهود في تقسيمها أو تحليتها بالقطر، وَتُقَدَّم مع القهوة العَرَبِيَّة. تحضر في المناسبات العديدة، وفي الأيام الرمضانيّة، يحتل طبق الكنافة مكانة مميّزة عند الغالبيّة العظمى من النّاس، وذلك لطعمها الشَّهِي، وسهولة تحضيرها وإعدادها، فالكثيرون يفضّلون تناول الكنافة في المناسبات والأيام الشَّتَوِيَّة الدافئة لما لها من مذاق مُمَيَّز، وطعم لا يُقاوم. والكنافة طبق شَرْقِيٌ بامتياز اشتُهرت في تحضيره بلاد الشام، ومصر، وتُعدّ مدينة نابلس في فلسطين المدينة الرائدة في تحضير طبق الكنافة لذا نُسبت إليها وسُمّيت بالكنافة النَّابِلْسِيَّة، والتي صارت مشهورة في العديد من الدول العَرَبِيَّة، وحتى الدول الأجْنَبِيَّة، وهي من الأطباق الشَّعْبِيَّة التي نجدها باستمرار وعلى مدار السنة.

## المقادير
- 1000 غرام عجينة كنافة.
- 600 غرام فستق حلبي.
- 100 غرام سكر، أو نصف كوب قطر للحشوة.
- ملعقتين كبيرتين من السمن، حيواني.
- كوب زيت نباتي
- كوب سمن.
- كوب قطر.

## طريقة التحضير
ينقى الفستق من القشور اليابسة، يفرم أو يترك بدون فرم ونضيف له ملعقتين السمن والسكر ونحركه.
لعمل المبرومة، نأخذ القليل من الكنافة ونفردها ثم ندهنها بقليل من السمنة الذائبة ونضع فوقها الفستق ونلفها بشكل إسطواني، نضعها في صينية مدهونة ونعيد الكرة ونضع الإسطوانات كلها في الصينية.
تغمر الصينية بزيت مع السمنة الساخنين ثم ندخلها الفرن حتى تزهر، نخرجها من الفرن ونصفيها من السمن ونسكب عليها قطر وننتظر حتى تبرد ونقطعها بشكل مائل ونسكبها في وعاء للتقديم.

## نصائح لتناول الكنافة المبرومة
تحتوي الكنافة المبرومة على الكربوهيدرات، والسكريّات، والدهون بكميّات كبيرة؛ وإنَّ تناول قطعة صغيرة منها كفيل بإمداد الجسم بما يحتاج من الطاقة اللازمة ليوم كامل، لذا لا يُنصح بتناول كَمِّيَّات كبيرة منها؛ لأنّها من الممكن أن تَضُر الصِّحَّة العامَّة؛ وخصوصاً لمن يعانون من مرض السكري، أو زيادة نسبة الكولسترول في الدَّم، أو من يعانون من السمنة، التي تهدّد حياة الكثيرين خصوصاً محبِّي تناول الحلويات بِكَمِّيَّات كبيرة.